# Rick McPhail

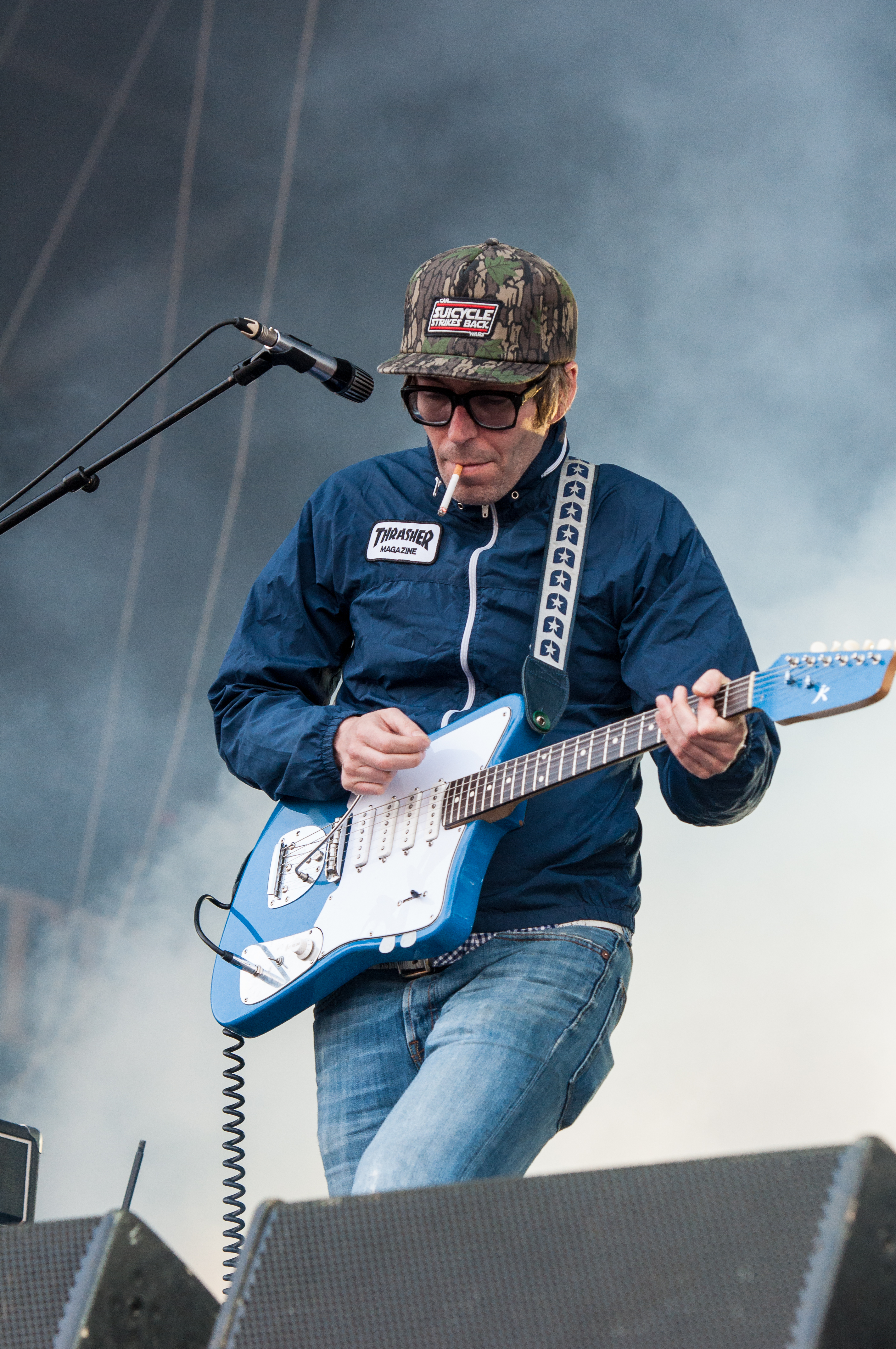
Mit Tocotronic bei Rock am Ring 2013

Richard Arthur „Rick“ McPhail (* 27. Juni 1970 in Biddeford, Maine) ist ein US-amerikanischer Musiker. 

## Leben
Nach einigen Jahren in San Francisco zog er 1993 nach Deutschland. Hier lebte er zunächst in Wuppertal und Köln, seit 1999 lebt er in Hamburg. Dort war er ab 2000 als Roadie zur Betreuung des Merchandising-Stands und Musiker für die Band Tocotronic tätig, deren offizielles Mitglied (Gitarre und Keyboard) er 2004 wurde. Im Oktober 2024 gab sie bekannt, dass McPhail eine Auszeit auf unbestimmte Zeit „aus persönlichen und gesundheitlichen Gründen“ genommen hat. Vor seiner Zeit bei Tocotronic war er Frontmann der Band Venus Vegas, 2005 gründete er als Nebenprojekt die Gruppe Glacier, 2014 die Band Mint Mind. 2021 brachte er mit Frehn Hawel von Tigerbeat ein Album heraus. Die befreundete Band Tomte widmete ihm 2000 den „Rick McPhail Song“.